# Fistulinella rodwayi
Fistulinella rodwayi är en svampart som först beskrevs av George Edward Massee, och fick sitt nu gällande namn av Roy Watling 1989. Fistulinella rodwayi ingår i släktet Fistulinella och familjen Boletaceae.   Inga underarter finns listade i Catalogue of Life.